# Nino Taranto

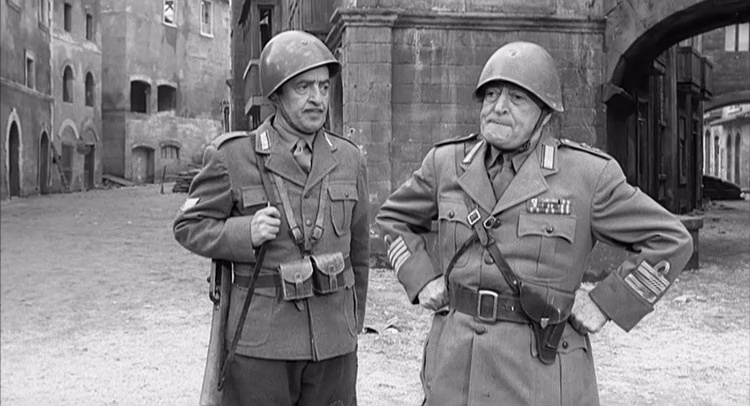
Scenă din filmul Doi colonei (cu Totò, 1962)

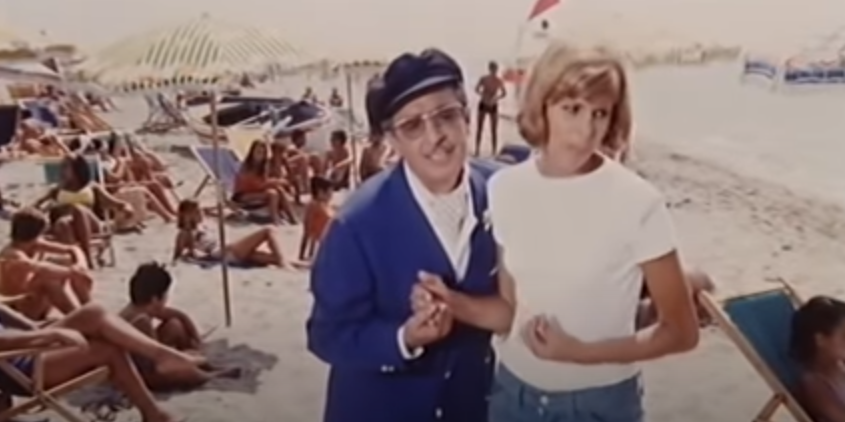
Scenă din filmul Astă seară mă distrez (cu Marisa Sannia, 1967)

Nino Taranto , pe numele întreg Antonio Eduardo Taranto (n. 28 august 1907, Napoli, Italia – d. 23 februarie 1986, Napoli, Italia) a fost un actor, comediant și cântăreț italian.
Printre cele mai cunoscute filme ale sale se numără Soții în oraș (1957), Neveste periculoase (1958), Doi colonei (1962) și seria de filme cu Gianni Morandi În genunchi mă întorc la tine (1964) & co.

## Biografie
Fiul unui croitor, Taranto a debutat deja cântăreț de macchietta în copilărie. A primit educație muzical-vocală de la Salvatore Capaldo și a debutat la vârsta de doisprezece ani cu piesa muzicală „E l’edera sei tu” a lui E. A. Mario. În același timp, a debutat în cinematografie în filmul mut al lui Eugenio Perego Vedi Napoli e poi muori și ulterior a devenit membru al Compagniei dei piccoli a lui Mimì Maggio la Teatro Pertenope din Foria, unde a lucrat alături de colegi precum Pupella Maggio, Gino Maringola, Ugo D'Alessio și Nello Ascoli.
Din 1929 a avut succes de cântăreț macchietta în Compagnia Cafiero-Fumo cu piese precum Ciccio Formaggio. A apărut și în comedii de Giuseppe Marotta și Raffaele Viviani precum L’ultimo scugnizzo, L’imbroglione onesto, Morte di Carnevale, Il vicolo, La figliata, Don Giacinto, Guappo di cartone și Sposalizio. Repertoriul său a inclus și opere de Guglielmo Giannini, Salvatore Di Giacomo, Giulio Scarnicci, Renzo Tarabusi, Titina De Filippo, Libero Bovio și Luigi Pirandello.
În 1955 a participat la Festival di Napoli cu piesa O ritratto 'e Nanninella. S-a întors aici în roluri schimbătoare - de cântăreț, autor și prezentator - în 1958 și 1967 și a câștigat premiile I și II în 1967 cu piesele O matusa și A prutesta. La festivalul Le nuove Canzoni di Napoli din 1973 a fost prezentator și cântăreț. Piesa sa Lusingame, compusă de Mario Festa, a avut un mare succes.
Ca actor de film, Taranto a apărut în mai mult de 80 de filme, inclusiv în șase filme cu celebrul comediant Totò. În anii 1970 a participat și la producții de televiziune precum „Milleluci” și „Senza Rete”. Și-a prezentat propria carieră în 1984 în producția Taranto Story. Ultimele sale apariții au fost alături de fratele său Carlo Taranto în compania Luisei Conte.

## Filmografie selectivă
- 1924 Vedi Napoli e poi muori, regia Eugenio Perego
- 1938 Nonna Felicita, regia Mario Mattoli
- 1940 La canzone rubata, regia Max Neufeld
- 1943 Tutta la città canta, regia Riccardo Freda
- 1949 La cintura di castità, regia Camillo Mastrocinque
- 1949 I pompieri di Viggiù, regia Mario Mattoli
- 1949 Botta e risposta, regia Mario Soldati
- 1951 Libera uscita, regia Duilio Coletti
- 1951 Un ladro in paradiso, regia Domenico Paolella
- 1953 Anni facili, regia Luigi Zampa
- 1954 Accadde al commissariato, regia Giorgio Simonelli
- 1957 Soții în oraș (Mariti in città), regia Luigi Comencini
- 1957 Italia piccola, regia Mario Soldati
- 1957 Arrivano i dollari!, regia Mario Costa
- 1958 Neveste periculoase (Mogli pericolose), regia Luigi Comencini
- 1958 Avventura a Capri, regia Giuseppe Lipartiti
- 1962 Cei patru călugări (I 4 monaci), regia Carlo Ludovico Bragaglia
- 1962 Il giorno più corto, regia Sergio Corbucci
- 1962 Le massaggiatrici, regia Lucio Fulci
- 1962 Doi colonei (I due colonnelli), regia Steno
- 1963 Totò contro i quattro, regia Steno
- 1963 Cei patru mușchetari (I quattro moschettieri), regia Carlo Ludovico Bragaglia
- 1963 Călugărul din Monza (Il monaco di Monza), regia Sergio Corbucci
- 1964 O lacrimă pe obraz (Una lacrima sul viso), regia Ettore Maria Fizzarotti
- 1964 În genunchi mă întorc la tine (In ginocchio da te), regia Ettore Maria Fizzarotti
- 1965 Se non avessi più te, regia Ettore Maria Fizzarotti
- 1965 Nu sunt demn de tine (Non son degno di te), regia Ettore Maria Fizzarotti
- 1966 Rita la zanzara, regia Lina Wertmüller
- 1966 Perdono, regia Ettore Maria Fizzarotti
- 1966 Nessuno mi può giudicare, regia Ettore Maria Fizzarotti
- 1966 Mi vedrai tornare, regia Ettore Maria Fizzarotti
- 1966 Dio, come ti amo!, regia Miguel Iglesias
- 1967 Astă seară mă distrez (Stasera mi butto), regia Ettore Maria Fizzarotti
- 1967 Nel sole, regia Aldo Grimaldi
- 1968 Chimera, regia Ettore Maria Fizzarotti
- 1968 L'oro del mondo, regia Aldo Grimaldi
- 1968 Il ragazzo che sorride, regia Aldo Grimaldi
- 1971 Venga a fare il soldato da noi, regia di Ettore Maria Fizzarotti
- 1973 Il sergente Rompiglioni, regia di Giuliano Biagetti